# Lennart Nilsson
Lennart Nilsson (Strängnäs, 24 augustus 1922 – Stockholm, 28 januari 2017) was een Zweeds fotograaf en wetenschapper. Hij was vooral bekend van zijn foto’s van menselijke embryo's, foetussen en andere medische onderwerpen die tot dan toe als onfotografeerbaar werden beschouwd.

## Biografie
Nilsson werd geboren in Strängnäs, net ten westen van Stockholm, als zoon van Karin Linden en Nils George Nilsson. Zowel zijn vader als zijn oom waren fotografen. Op zijn twaalfde kreeg hij van zijn vader zijn eerste fotocamera. Toen hij ongeveer vijftien was zag hij een documentaire rond Louis Pasteur waardoor hij geïnteresseerd raakt in de microscopie. Binnen een paar jaar verkreeg hij een microscoop en maakte hij er microfotografieën van insecten.
Hij begon zijn professionele carrière midden jaren 1940 als freelance fotograaf, vooral voor de uitgever Åhlen & Åkerland te Stockholm. Een van zijn eerste opdrachten was de bevrijding van Noorwegen in 1945 tijdens de laatste dagen van de Tweede Wereldoorlog. Sommige van zijn vroege foto-essays, in het bijzonder “Een vroedvrouw in Lapland” (1945), “IJsbeerjacht in Spitsbergen” (1947) en “Vissers aan de Congo-rivier” (1948), brachten hem internationale roem en bekendheid na publicatie in “Life”, “Illustrated”, “Picture Post”, en elders.
In 1954 werden achtenzeventig van zijn portetten van beroemde Zweden gepubliceerd in het boek “Zweden in Profile”. Zijn 1955-boek, “Reportage”, schetste een selectie van zijn vroege werk.

## Medisch
Midden jaren 1950 begon Nilsson te experimenteren met nieuwe fotografische technieken voor het maken van extreme close-upfoto's. Deze vooruitgang, tezamen met zeer kleine endoscopen die midden jaren zestig beschikbaar kwamen, stelde hem in staat om baan doorbrekende foto's te maken van levende bloedvaten en lichaamsholtes.
Zijn werk werd wereldberoemd toen in 1965 zijn foto's van beginnend menselijk leven verscheen op de voorpagina en op zestien pagina’s van Life-magazine. Deze foto's maakten deel uit van het boek “Ett barn blir till” (Een kind is geboren), in Nederland gepubliceerd onder de titel: “Het Grote Wonder”. Voor het grote publiek was dit de eerste kennismaking met de menselijke ontwikkeling in de baarmoeder. De foto's werden ook gepubliceerd in bladen zoals de “Stern”, “Paris Match” en “The Sunday Times”. Zijn foto's werden ook gebruikt door de pro-lifebeweging om de kwetsbaarheid van het ongeboren leven te benadrukken. Later verklaarde Nilsson dat de afgebeelde foetussen en embryo's afkomstig waren van miskramen, bijvoorbeeld als gevolg van buitenbaarmoederlijke zwangerschappen.
In 1969 ging hij gebruikmaken van een rasterelektronenmicroscoop om in opdracht van Life lichaamsfuncties weer te geven. Aan Nilsson wordt toegeschreven dat hij de eerste was die foto's wist te maken van het humaan immunodeficiëntievirus (HIV), en in 2003 verkreeg hij de eerste afbeelding van het SARS-virus. Rond 1970 trad hij in dienst van het Karolinska-instituut. Hij was betrokken in de creatie van documentaires, waaronder “The Saga of Life” (1982) en “The Miracle of Life” (1996).

## Erkenning
Nilsson werd in 1969 lid van het Zweedse genootschap van Geneeskunde, mocht een eredoctoraat in 1976 van het Karolinska-instituut in ontvangst nemen alsmede eredoctoraten in de filosofie van de Technische Universiteit Braunschweig (2002) en van de Linkoping Universiteit (2003).
Daarnaast ontving hij de Nordic Auteursprijs van de Zweedse Academie, de eerste Hasselblad Foundation International Award in fotografie (1980), de Grote Gouden medaille van de Zweeds Academie van Wetenschaptechnologie (1989) en 2002 de 12de presentatie van de Zweedse overheids Illis Quorum.
Zijn documentaires wonnen Emmy Awards in 1982 en 1996. In 1993 werd hij onderscheiden met de Progress Medal van de Royal Photographic Society. Zijn werk wordt tentoongesteld op vele locaties, waaronder het British Museum in Londen, de Tokio Fuji Art Museum en het Moderna Museet in Stockholm.
- Bibsys: 99029588
- Bibliothèque nationale de France: cb11917726c (data)
- CiNii: DA00729638
- Digitale Bibliotheek voor de Nederlandse Letteren: nils003
- Gemeinsame Normdatei: 121959244
- International Standard Name Identifier: 0000 0001 0931 4389
- KulturNav: 3dc4f2d5-9047-45f8-b06f-cdd241d1d34a
- Library of Congress Control Number: n50081490
- Nationale Bibliotheek van Letland: 000006704
- Nationale Bibliotheek van Tsjechië: js20030407010
- Nationale Bibliotheek van Israël: 987007279068105171
- Nederlandse Thesaurus van Auteursnamen: 07393173X
- PIC: 20401
- RKD-Nederlands Instituut voor Kunstgeschiedenis: 275722
- LIBRIS: 222167
- Système universitaire de documentation: 027048314
- Trove: 935034
- Union List of Artist Names: 500342855
- Virtual International Authority File: 108498837
- WorldCat: E39PBJmphhxWqm4bHQVMrDHjYP

1980 Lennart Nilsson · 1981 Ansel Adams · 1982 Henri Cartier-Bresson · 1984 Manuel Álvarez Bravo · 1985 Irving Penn · 1986 Ernst Haas · 1987 Hiroshi Hamaya · 1988 Edouard Boubat · 1989 Sebastião Salgado · 1990 William Klein · 1991 Richard Avedon · 1992 Josef Koudelka · 1993 Sune Jonsson · 1994 Susan Meiselas · 1995 Robert Häusser · 1996 Robert Frank · 1997 Christer Strömholm · 1998 William Eggleston · 1999 Cindy Sherman · 2000 Boris Mikhailov · 2001 Hiroshi Sugimoto · 2002 Jeff Wall · 2003 Malick Sidibé · 2004 Bernd en Hilla Becher · 2005 Lee Friedlander · 2006 David Goldblatt · 2007 Nan Goldin · 2008 Graciela Iturbide · 2009 Robert Adams · 2010 Sophie Calle · 2011 Walid Raad · 2012 Paul Graham · 2013 Joan Fontcuberta · 2014 Miyako Ishiuchi · 2015 Wolfgang Tillmans · 2016 Stan Douglas · 2017 Rineke Dijkstra · 2018 Oscar Muñoz · 2019 Daidō Moriyama